# Colias adelaidae
Colias adelaidae é uma borboleta da família Pieridae. É encontrada no leste Paleártico (China, Tibete).

## Subespécies
- C. um. adelaidae
- C. um. karmalana Grieshuber, 1999

## Taxonomia
Aceite como uma espécie por Josef Grieshuber & Gerardo Lamas